# Barel Mouko
Barel Morial Mouko est un footballeur congolais né le 5 avril 1979 à Pointe-Noire. Il joue au poste de gardien de but.

## Biographie
Il évolue au poste de gardien de but, international congolais et capitaine de la sélection. Ses modèles, en tant que gardien de buts sont Bernard Lama et Jacques Songo'o.
En 2003, il est vainqueur du championnat de France de football d'entreprise, avec France Télécom Issy. Il est alors repéré par Rudi Garcia (alors entraineur général au Dijon FCO qui évoluait en championnat National) et Frédéric Bompard (préparateur des gardiens de but à Dijon FCO puis LOSC) qui proposent un essai au joueur quelques jours avant de partir en stage de préparation pour occuper le poste de troisième gardien. Il est considéré comme un « Diamant brut qui méritait un polissage » et signe au Dijon FCO dans la foulée. Lors de sa première saison, il devient très rapidement titulaire et le club monte en Ligue 2 (et une demi-finale de Coupe de France). Il développe ses qualités de vitesse et de précision dans ses gestes. Malgré sa taille (1,77 m) il compense ce défaut par une importante détente.
Il devient, en 2004, international avec son pays d'origine, le Congo.
Lors de la saison 2004-2005, Dijon FCO est promu et réalise de belles performances. Le club termine 4e de Ligue 2. Mouko est un des artisans de ces performances. La saison suivante est celle de la confirmation avec la 5e place du club. 
Lors de l'été 2007, Rudi Garcia part au Mans FC et son successeur est Serge Romano. Les résultats ne suivent plus et l'entraîneur est remplacé par Faruk Hadžibegić. Ce dernier sanctionne Barel Mouko pour des motifs disciplinaires et il ne joue plus en Ligue 2 à partir de février 2007[réf. nécessaire]. En fin de contrat et en conflit avec l'entraîneur bosniaque, il part de Dijon FCO. Il refuse quelques offres de National et s'entraîne avec l’UNFP. 
Le 5 janvier 2009, il signe un contrat de 6 mois avec le FC Gueugnon, en National. Il aide le club à se maintenir et stabilise la défense.
Il devient un des leaders du vestiaire grâce à sa personnalité attachante et son expérience.
Il dispute 20 matchs sous le maillot gueugnonnais et rejoint pour une saison son ancien mentor au Lille OSC, Rudi Garcia, qui le sollicite pour être la doublure de Ludovic Butelle, à la suite de la grave blessure de Mickaël Landreau.
Le 24 février 2011, il dispute son premier match officiel avec le LOSC en Ligue Europa contre le PSV Eindhoven. Il est titularisé par Rudi Garcia au profit de Mikaël Landreau mis sur le banc. Malgré sa titularisation, le LOSC s'incline 3-1 et est éliminé de la Ligue Europa.
Il joue son premier match en Ligue 1 à 34 ans le 10 mai 2013 lors de la réception du stade de Reims (victoire 3-0) et finit la saison en étant gardien titulaire du LOSC en jouant deux matchs de plus.
Le 20 novembre 2015, il signe au club congolais de l'AC Leopards.
En 2018, il traverse vers l'autre rive du fleuve Congo pour signer au Daring Club Motema Pembe (DCMP) de Kinshasa un contrat de deux ans.

## Palmarès
- 2008 : Troisième meilleur gardien de Ligue 2 avec le Dijon FCO

## Carrière
| Saison          | Club              | Pays                | Division | Matchs |
| --------------- | ----------------- | ------------------- | -------- | ------ |
| 1996-1998       | Pigeon Vert Congo | République du Congo |          |        |
| 1998            | CS La Mancha      | République du Congo |          |        |
| 1999-2001       | CS La Mancha      | République du Congo |          |        |
| 2000            | CS La Mancha      | République du Congo |          |        |
| 2001            | AS Stade Mandji   | Gabon               |          |        |
| 2001-2002       | FC Massy 91       | France              |          |        |
| 2002-2003       | CNET Issy         | France              |          |        |
| 2003-2004       | Dijon FCO         | France              | Nat      | 31     |
| 2004-2005       | Dijon FCO         | France              | Ligue 2  | 33     |
| 2005-2006       | Dijon FCO         | France              | Ligue 2  | 35     |
| 2006-2007       | Dijon FCO         | France              | Ligue 2  | 36     |
| 2007-2008       | Dijon FCO         | France              | Ligue 2  | 23     |
| jan à juin 2009 | FC Gueugnon       | France              | Nat      | 20     |
| 2009-2010       | LOSC              | France              | Ligue 1  | 0      |
| 2010-2011       | LOSC              | France              | Ligue 1  | 0      |
| 2011-2012       | LOSC              | France              | Ligue 1  | 0      |
| 2012-2013       | LOSC              | France              | Ligue 1  | 3      |
| 2013-2014       | LOSC              | France              | Ligue 1  | 0      |

Dernière mise à jour le 2 juin 2013 